# Kali colubrina
Kali colubrina är en fiskart som beskrevs av Melo 2008. Kali colubrina ingår i släktet Kali och familjen Chiasmodontidae. Inga underarter finns listade i Catalogue of Life.